# V536 Возничего
V536 Возничего (лат. V536 Aurigae), HD 31000 — одиночная переменная звезда в созвездии Возничего на расстоянии приблизительно 89,9 световых лет (около 27,6 парсеков) от Солнца. Видимая звёздная величина звезды — от +7,8m до +7,77m. Возраст звезды определён как около 6,08 млрд лет.

## Характеристики
V536 Возничего — жёлтый карлик, вращающаяся переменная звезда типа BY Дракона (BY) спектрального класса G5Ve или G5. Масса — около 0,98 солнечной, радиус — около 0,862 солнечного, светимость — около 0,553 солнечной. Эффективная температура — около 5413 K.

## Планетная система
В 2019 году учёными, анализирующими данные проектов HIPPARCOS и Gaia, у звезды обнаружена планета.